# Kyabé
Kyabé  è un comune del Ciad situato nel dipartimento di Lac Iro, provincia di Moyen-Chari.
È il capoluogo del dipartimento.